# Барцал Йосип В'ячеславович
Барцал Йосип В’ячеславович (22.10.1894, с. Писарівка Малинської волості Радомишльського повіту Київської губернії, тепер Малинського району Житомирської області — після 11.07.1927 - дата смерті невідома) - український педагог, військовик, інженер-економіст; учитель 2-класної земської школи в селі Чоповичах Радомисльського повіту Київської губернії (15.08.1914 — 30.01.1915), референт голови Академічної громади з господарчих питань (на 1924 — 1925 навчальні роки), військове звання — поручник 55-го піхотного Подільського полку російської (царської) армії, поручник Армії УНР.
Відповідно до українського законодавства є борцем за незалежність України у ХХ столітті.

## Біографія
Йосип Барцал за своїм походженням (національністю) був чехом, одначе за переконанням вважав себе українцем. Його батьками були — В’ячеслав і Єфросинія Барцали. Йосип Барцал закінчив міське двокласне училище(м. Радомишль, 1907 — 1909), після чого поступив в учительську семінарію Міністерства народної освіти (1910 — 14.06.1914) та Віленське військове училище (1.01.1916). 30 січня 1915 року Йосип Барцал був мобілізований до російської армії. У грудні 1917 року він перейшов до українізованої частини 8-го корпусу.

Сам Йосип Барцал у своїй “Curriculum vitae” зазначав наступне:
“Після ліквідації Румунського фронту звільнений з війська і в березні 1918 р. став дійсним студентом Київського українського університету (історико-філологічний факультет), де був до жовтня 1918 року (до часу повстання проти гетьманського уряду), після чого вступив до Української Республіканської Армії, в якій служив до 27 квітня 1919 року, коли потрапив у польський полон. Перебув у польському полоні (Домб’є) до 26 серпня 1919 року, потім втік до Чехословаччини. З того часу перебував у таборі в Німецькім Яблоннім, а зараз знаходжуся в українському таборі в Йожефові. В Празі дня 24 травня 1922 pоку”.
Йосип Барцал був одружений з Євгенією Барцал (Барцаловою). В подальшому він був зарахований як дійсний слухач статистичного відділу економічно кооперативного факультету. Протягом 8 семестрів у 1922 — 1926 pp. “прослухав встановлений повний курс наук та виконав усі належні вправи та праці”. 25 червня 1927 р. “виконав дипломну працю та оборонив її з успіхом дуже добрим”
Подальша доля невідома.